# Gümüşhane
Gümüşhane je město v Turecku, hlavní město stejnojmenné provincie v Černomořském regionu. Nachází se zhruba 65 km jihozápadně od Trabzonu. V roce 2009 zde žilo 27 215 obyvatel.